# The Reckless Lady

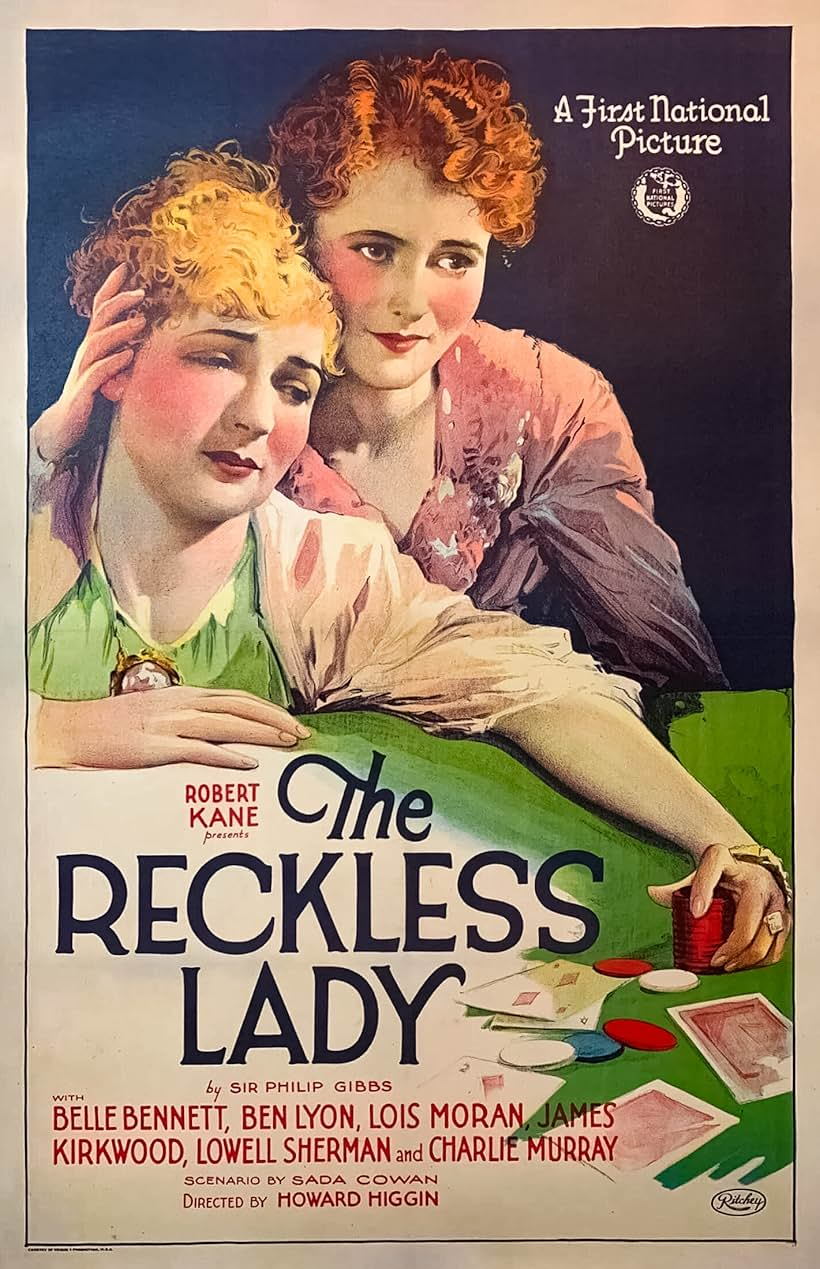
Affiche du film.

The Reckless Lady est un film américain réalisé par Howard Higgin, sorti en 1926.

## Synopsis
Mme Fleming, jeune épouse et mère de famille, a une liaison avec Feodor, un russe qui avait des dettes de jeu. Son mari découvre la liaison et divorce. Mme Fleming se rend alors à Monte-Carlo avec sa fille, Sylvia, et subvient à leurs besoins en jouant prudemment. Plusieurs années passent, et Feodor arrive à Monaco où il rencontre Sylvia, qui éveille son désir. Mme Fleming apprend qu'il s'intéresse à sa fille, mais Feodor menace de révéler son passé si elle s'oppose à lui. Mme Fleming essaie de gagner suffisamment aux tables de jeu pour faire sortir Sylvia du pays, mais elle perd tout.

## Fiche technique
- Réalisation : Howard Higgin
- Scénario : Sada Cowan d'après Philip Gibbs (en)
- Producteur : Robert Kane
- Photographie : Ernest Haller
- Genre : Mélodrame[1]
- Production : First National Pictures
- Durée : 80 minutes
- Date de sortie : 24 janvier 1926

## Distribution
- Belle Bennett : Mrs. Fleming
- James Kirkwood : Colonel Fleming
- Lois Moran : Sylvia Fleming
- Lowell Sherman : Feodor
- Ben Lyon : Ralph Hillier
- Marcia Harris : Sophie
- Charles Murray : Gendarme

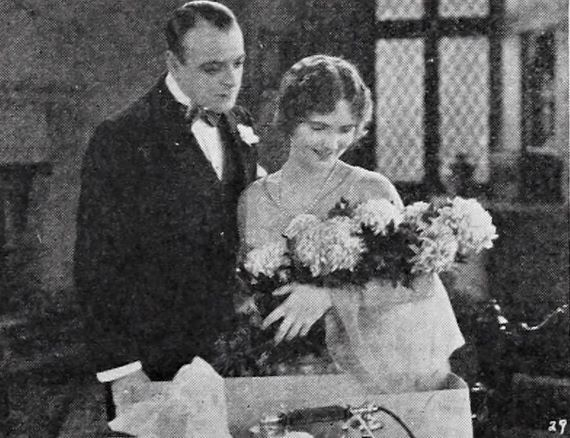
Lowell Sherman et Lois Moran dans une scène du film.

- Lucia Backus Seger : la diseuse de bonne aventure
- Thomas Holding : (non crédité)